# Scuola dell'esegesi
La scuola dell'esegesi è un orientamento giuridico nato all'indomani dell'introduzione del Codice civile francese del 1805 che si proponeva di analizzarlo e commentarlo utilizzando il metodo esegetico. Secondo questa dottrina, il compito del giurista doveva essere solo, o quasi, quello di fornire un'interpretazione analitica e letterale delle disposizioni del Codice senza aggiungere considerazioni di teoria generale del diritto.